# Měsíce Pluta

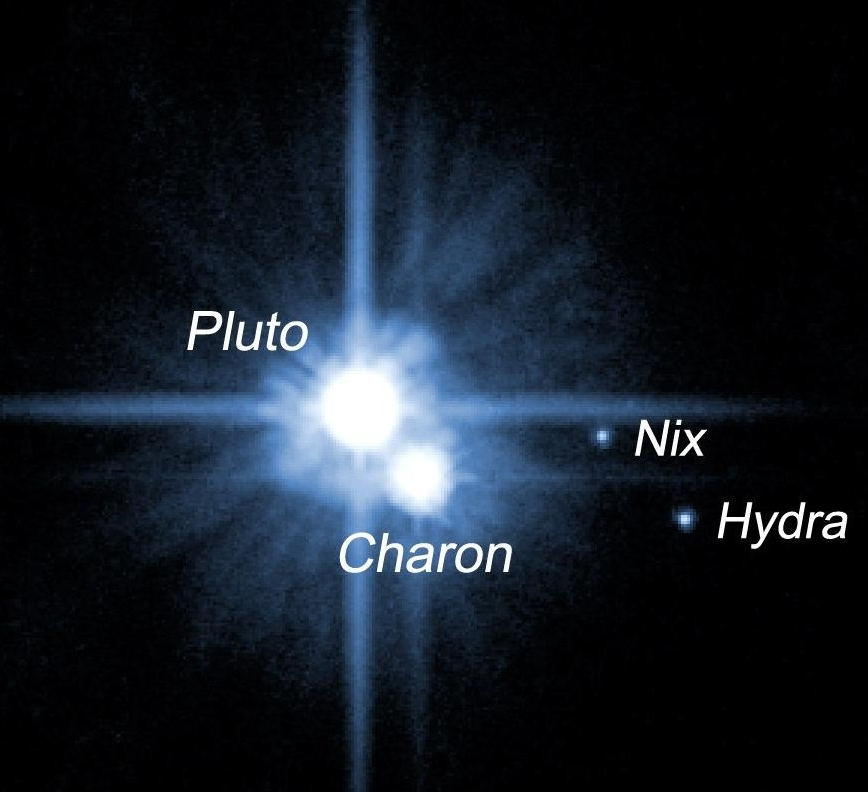
Pluto a jeho okolí

Kolem trpasličí planety Pluto obíhá podle současných (2013) znalostí pět měsíců. Největší z nich je Charon, za ním následují Nix a Hydra, Styx a Kerberos.

Schéma měsíců Pluta se zachováním poměrů vzdáleností a velikostí

Kvůli velikosti Charonu se často pochybuje, zda je označení měsíc vůbec na místě, Charon má průměr větší než je polovina průměru Pluta a společné těžiště této soustavy se nachází mimo Pluto (na rozdíl např. od soustavy Země–Měsíc, jejíž společné těžiště je uvnitř Země). Proto se často mluví o dvojici Pluto–Charon jako o dvojplanetě.

## Charon
Měsíc Charon, největší z Plutonových měsíců, objevil 1978 americký astronom James Christy. Jeho průměr je 1 207 km. Byl pojmenován po převozníkovi Charónovi v Plutově říši mrtvých.

## Další objevy

### Nix a Hydra
V roce 2005 objevil Hubbleův vesmírný dalekohled dva drobné měsíčky Nix a Hydra. Jejich průměr je 30 km a 70 km a jejich jas je 5000krát slabší než Plutonův, což vysvětluje, proč zůstala jejich existence dlouho utajena.

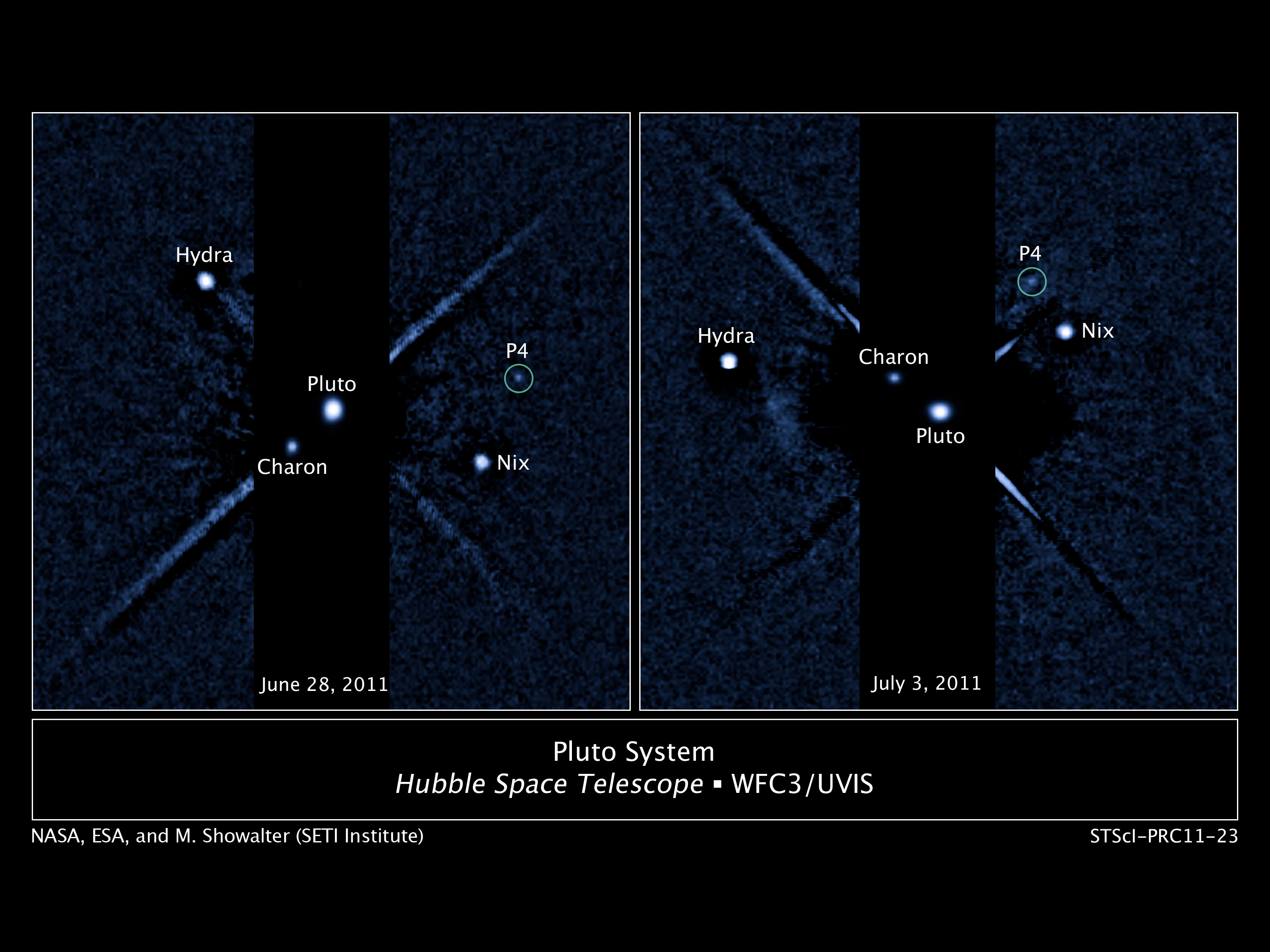
Dvojí pozice P4 zachycená v r. 2011 Hubleovým teleskopem

### Kerberos
V roce 2011 byl opět pomocí Hubbleova dalekohledu pozorován další, v pořadí 4. měsíc. Stalo se tak 28. června 2011 a objev byl potvrzen dalším pozorováním 3. a 18. července 2011. Nově objevený satelit Pluta dostal předběžné označení S/2011 (134340) 1, nebo taky P4, v roce 2013 dostal jméno Kerberos.

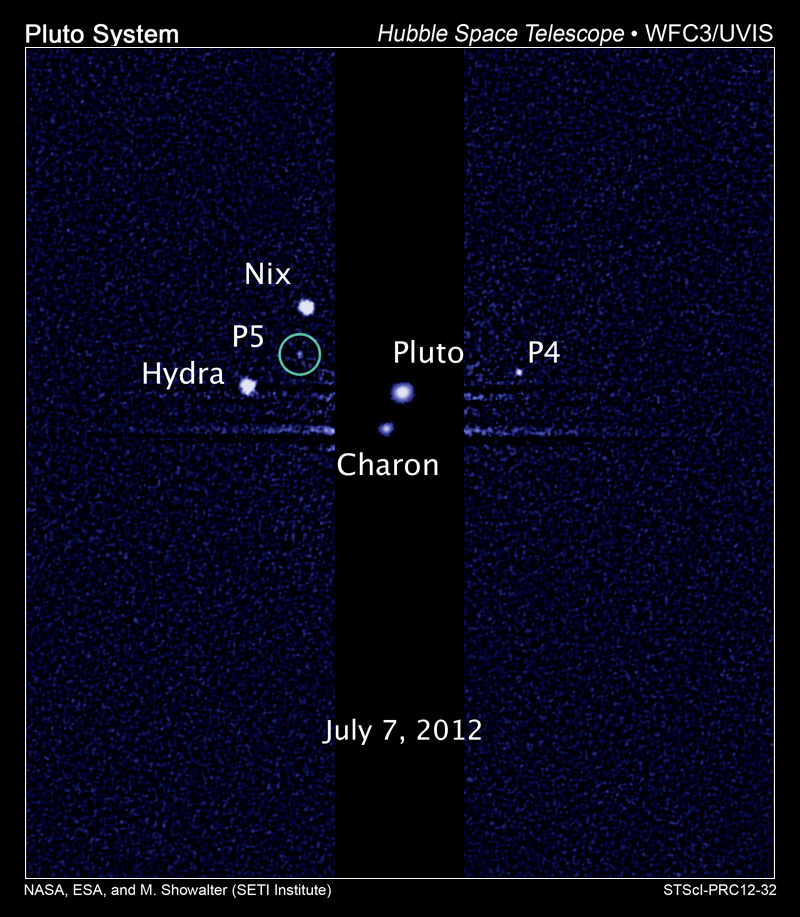
P5 pozorovaný 7. července 2012 Hubbleovým teleskopem

Průměr Kerberose byl odhadnut na 13 až 34 km a doba oběhu stanovena na 32 dní.

### Styx
Dne 11. července 2012 bylo oznámeno, že byl na snímcích z Hubbleova dalekohledu nalezen další měsíc Pluta, označený S/2012 (134340) 1 či P5, v roce 2013 obdržel jméno Styx.
Styx má dle odhadů zakládajících se na znalosti zdánlivé velikosti a na předpokladu albeda v rozmezí od 0,35 do 0,4 průměr 10 až 25 kilometrů. Odhadovaná doba oběhu je 20,2 ± 0,1 dní, tedy 5,4 % od dráhové rezonance 1:3 s dobou oběhu Charona kolem Pluta.